# Ranger Cyclecar
Die Ranger Cyclecar Co. Ltd. waren ein britischer Automobilhersteller in Coventry (Warwickshire). Zwischen 1913 und 1915 wurden dort Cyclecars gebaut.
1913 erschien der Ranger 8 hp. Sein luftgekühlter Zweizylinder-Reihenmotor hatte 1,0 l Hubraum. Der 2896 mm lange Wagen besaß einen Radstand von 2210 mm und eine Spurweite von 1181 mm. Die Fahrzeuge ähnelten sehr dem West.
Ab 1914 war der gleiche Wagen auch mit Wasserkühlung erhältlich.
Der Erste Weltkrieg bereitete der Fertigung ein Ende.

## Modelle
| Modell | Bauzeitraum | Zylinder | Hubraum | Radstand |
| ------ | ----------- | -------- | ------- | -------- |
| 8 hp   | 1913–1915   | 2 Reihe  | 964 cm³ | 2210 mm  |